# نباتات حزازية
النباتات الحزازية أو الحزازيات (الاسم العلمي: Bryophyta sensu stricto) هي شعبة من النباتات فرع النباتات الجنينية، والتي تشمل بجانب النباتات الحزازية أقسام النباتات التيريدية والنباتات البذرية. وقد تم اشتقاق مصطلح البريويات من اليونانية βρύον، bryon، وتعني«نبات الحزاز، المحار الأخضر»(oyster-green)«+ φυτόν - phyton وتعني نبات». وهي نباتات لاوعائية تميز عن الكبديات (باللاتينية: Marchantiophyta) أو بجذرها المشري متعدد الخلايا. الفروقات الأخرى ليست عامة بين جميع الحزازيات والكبديات لكن بشكل عام وجود ساق وأوراق متميزة، وفقدان الأوراق المقسمة بشكل عميق، وغياب ترتيب الأوراق على مستويات ثلاثة، كل هذا يشير إلى الحزازيات.

## أهمية النباتات الحزازية
- تخزين الماء من أجل استعماله من طرف النباتات الأخرى
- استعمار المناطق الجافة ومساهمتها في تكوين الطبقة الأولى من الدبال.
- تقلل تعرية التربة على مسار المياه.
- تستخدم كمضافات للتربة لتزيد من رطوبتها.
- مهمة في دورة الماء والعناصر في البيئة.

## صور

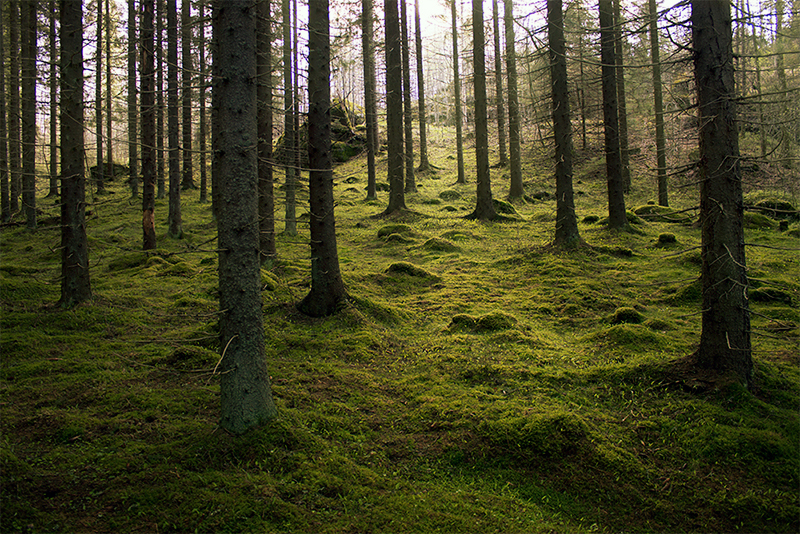
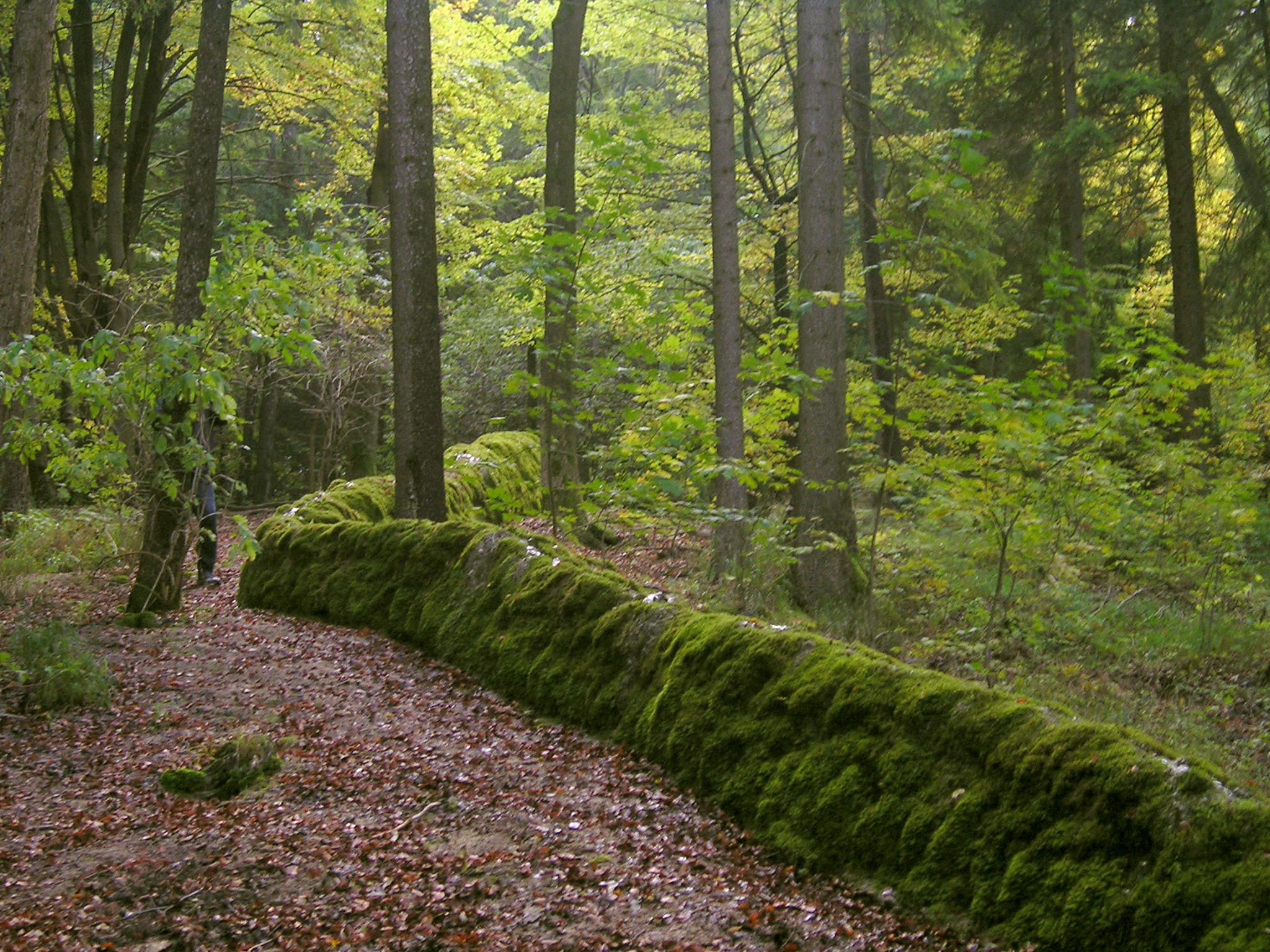
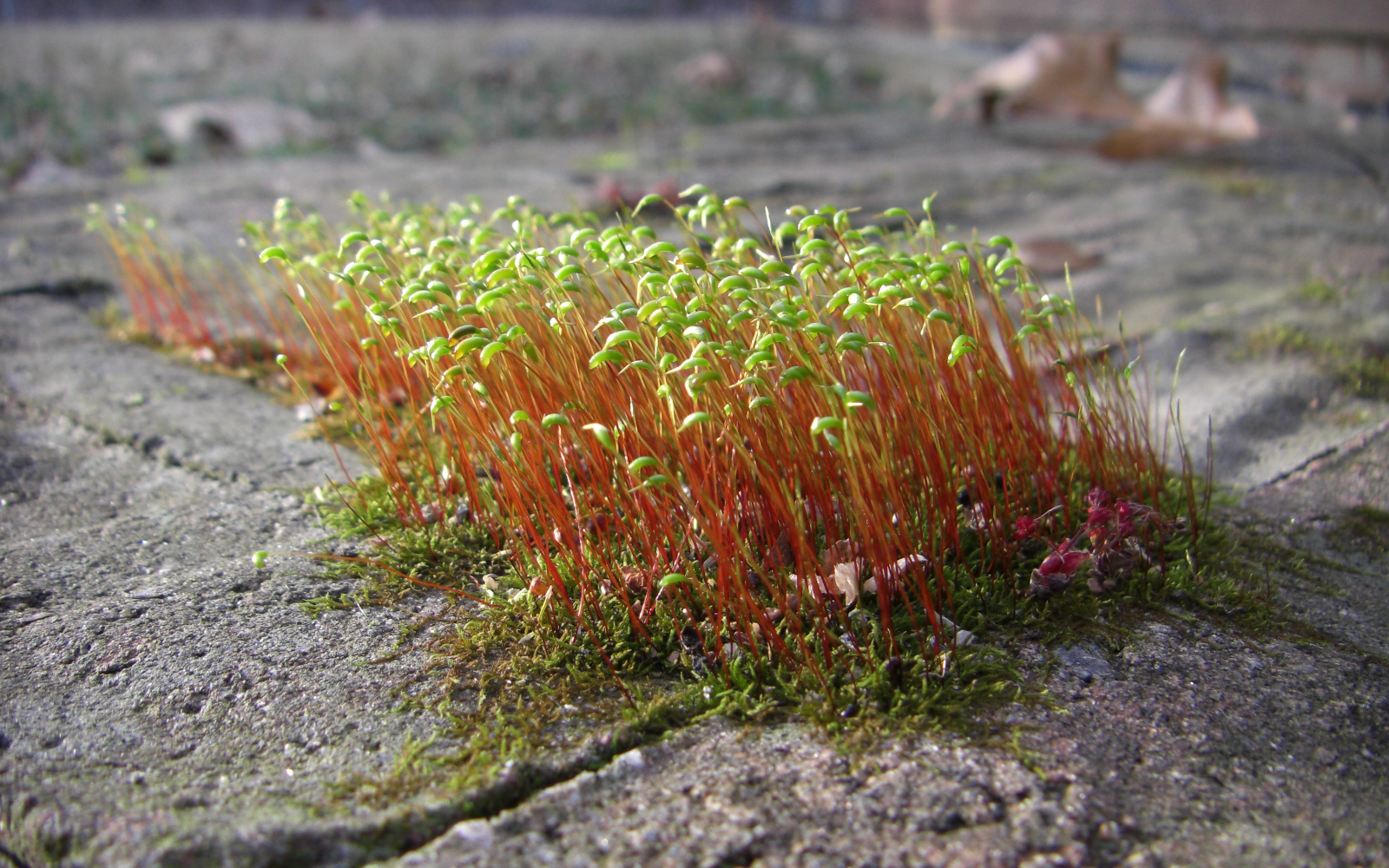
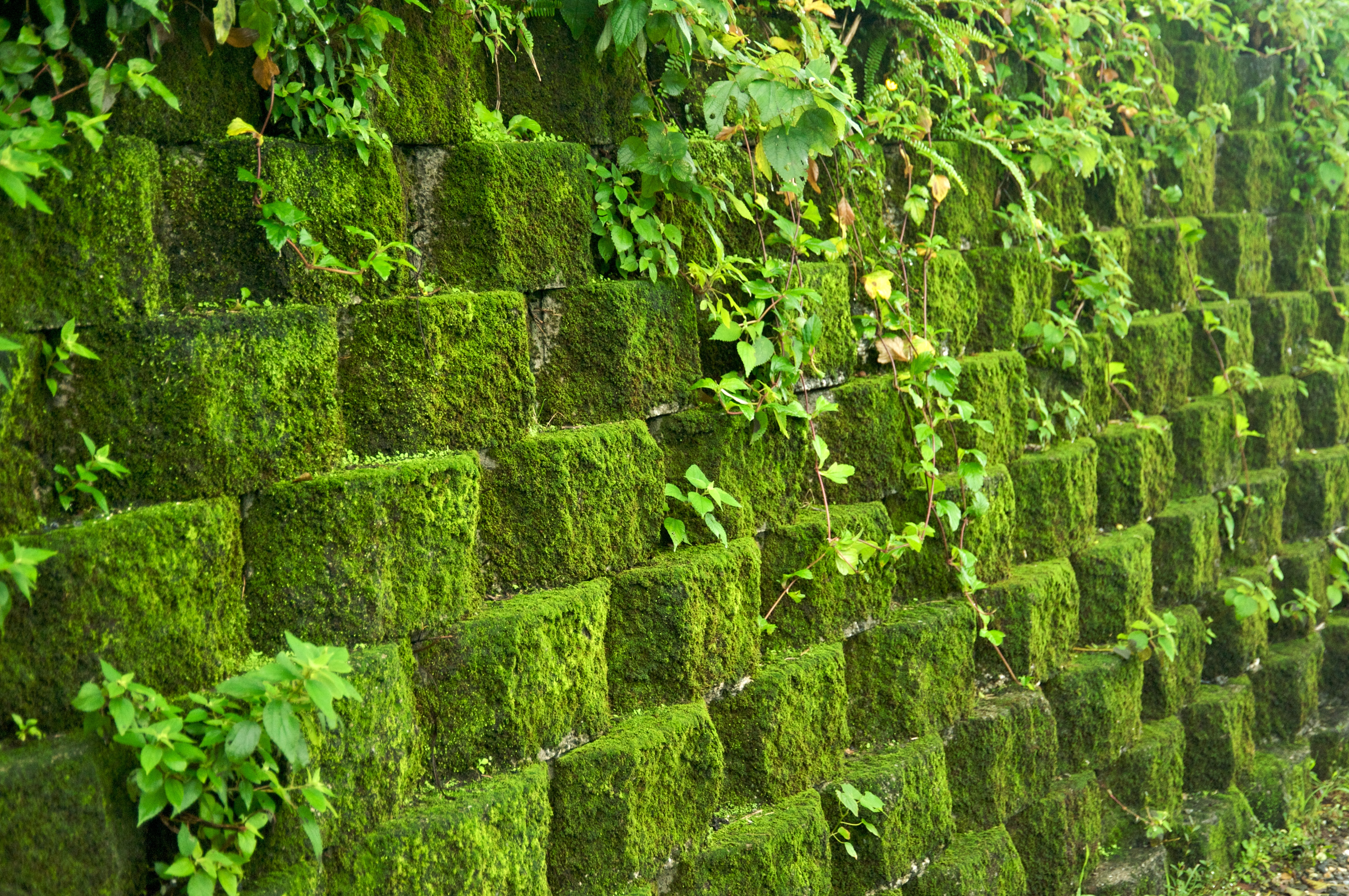
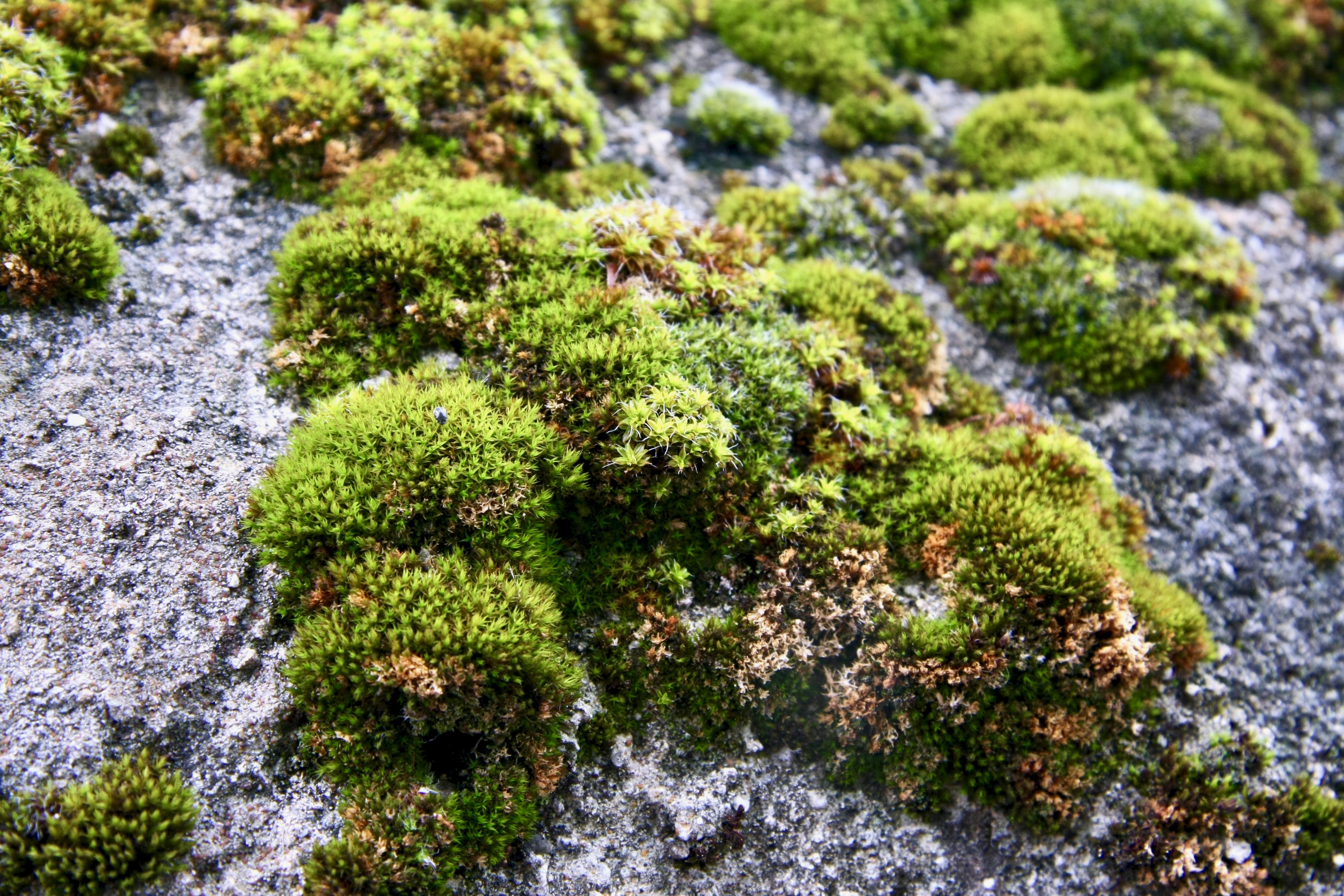

## طوائف
- الحزازيات الطاكاكية (الاسم العلمي: Takakiopsida)
- الحزازيات السبخية (الاسم العلمي: Sphagnopsida)
- حزازيات أندريا (الاسم العلمي: Andreaeopsida)
- بريوميات أندريا (الاسم العلمي: Andreaeobryopsida)
- حزازيات النقرس (الاسم العلمي: Oedipodiopsida)
- الحزازيات الرباعية (الاسم العلمي: Tetraphidopsida)
- الحزازيات اليشعورية (الاسم العلمي: Polytrichopsida)
- الحزازيات الحقيقية (الاسم العلمي: Bryopsida)